# Vicki Baum
Hedwig Baum, ismert írói nevén Vicki Baum (1888. január 24. – 1960. augusztus 29.) osztrák író, forgatókönyvíró. Legismertebb műve az 1924-ben megjelent Menschen im Hotel (magyarul Grand Hotel címmel jelent meg). 1932-ben film, 1989-ben musical készült belőle.

## Életútja, tanulmányai
Zsidó családban született. Édesanyja, Mathilde Donath mentális betegséggel küzdött, és korán elhunyt mellrákban. Édesapja „zsarnokoskodó, hipochonder” banki tisztviselő volt, akit 1942-ben Újvidéken öltek meg magyar katonák. Művészpályafutása hárfásként indult, a Bécsi Konzervatóriumban tanult. Később újságíróként dolgozott a Berliner Illustrirte Zeitungnál.
Első házasságát 1906-ban kötötte, Max Prels osztrák újságíróhoz ment férjhez, aki bevezette a bécsi kulturális életbe. Első novellái férje neve alatt jelentek meg. A házasság nem volt hosszú életű, 1910-ben elváltak, 1916-ban Baum újra férjhez ment, Richard Lert karmesterhez. Két fiuk született, Wolfgang (*1917) és Peter (*1921).
Az 1920-as években kezdett bokszolni a török Sabri Mahir berlini edzőtermében, ahol rajta kívül még ketten-hárman voltak csak nők, köztük Marlene Dietrich és Carola Neher.

## Írói pályafutása
Már tinédzserként is írt, de csak első gyermeke születése után lett hivatásos író. Első könyve Frühe Schatten: Die Geschichte einer Kindheit („Korai árnyékok: Egy gyermekkor története”) 1919-ben jelent meg. Ezt követően szinte minden évben jelent meg munkája, összesen több mint 50 könyvet írt, ezek egy részét megfilmesítették Hollywoodban. Első kereskedelmi sikerét a Stud. chem. Helene Willfüer (magyar címén Helén doktorkisasszony) jelentette, melyet több mint 100 000 példányban adtak el. Baumot az egyik első modern bestseller írónak tartják, a Neue Sachlichkeit (új tárgyiasság) egyik képviselőjének. Főhősei gyakran viharos időkben élő erős, független nők.
Baum leghíresebb regénye az 1929-ben megjelent Menschen im Hotel, melyet magyarul Grand Hotel címmel adtak ki. Ezzel jött létre a hotelregények műfaja. Még ugyanebben az évben színpadra vitték Berlinben, Max Reinhardt rendezésében. 1932-ben amerikai film készült a regényből, Grand Hotel címmel, Irving Thalberg producer 13 000 dollárért vette meg a jogokat. Az írónő az Egyesült Államokba emigrált, ahol Hollywoodban forgatókönyvíróként dolgozott mintegy tíz évig, kisebb-nagyobb sikerrel. 1935-ben a Harmadik Birodalom betiltotta az amorálisnak bélyegzett munkáit. Baum 1938-ban amerikai állampolgár lett.
Baum 1935-ben Mexikóban, Kínában, Egyiptomban és Balin is járt. Balin megismerkedett Walter Spies festővel, akinek történelmi és kulturális tudására alapozva megírta a Liebe und Tod auf Bali című regényét 1937-ben, mely magyarul Szerelem és halál Báli szigetén jelent meg 1939-ben. A könyv egy családról szól, amely 1906-ban a Balin történt mészárlás áldozatává vált, amikor az utolsó független bali királyság is elvesztette a hollandok elleni harcot.
Baum jó hírneve a második világháború után hanyatlásnak indult. Leukémiában hunyt el Hollywoodban, 1962-ben. Emlékiratai It Was All Quite Different címmel 1964-ben jelentek meg.

## Emlékezete
1999-ben teret neveztek el róla Bécsben, Vicki-Baum-Platz néven a  Wiedner Hauptstraße és a Waaggasse sarkán.
2009-óta utca viseli a nevét Berlinben.

## Művei
- 1919 Frühe Schatten: Die Geschichte einer Kindheit
- 1920 Der Eingang zur Bühne
- 1921 Die Tänze der Ina Raffay
- 1922 Die anderen Tage
- 1923 Die Welt ohne Sünde
- 1924 Ulle der Zwerg
- 1926 Tanzpause
- 1927 Hell in Frauensee
- 1927 Feme
- 1928 Stud. chem. Helene Willfüer
- 1929 Menschen im Hotel
- 1930 Zwischenfall in Lohwinkel
- 1930 Miniaturen
- 1931 Pariser Platz 13
- 1932 Leben ohne Geheimnis
- 1935 Das große Einmaleins / Rendezvous in Paris
- 1936 Die Karriere der Doris Hart
- 1937 Liebe und Tod auf Bali
- 1937 Hotel Shanghai
- 1937 Der große Ausverkauf
- 1939 Die große Pause
- 1940 Es begann an Bord
- 1941 Der Weihnachtskarpfen
- 1941 Marion lebt
- 1943 Kautschuk / Cahuchu, Strom der Tränen
- 1943 Hotel Berlin/ Hier stand ein Hotel
- 1946 Verpfändetes Leben
- 1947 Schicksalsflug
- 1949 Clarinda
- 1951 Vor Rehen wird gewarnt
- 1953 The Mustard Seed
- 1953 Kristall im Lehm
- 1956 Flut und Flamme
- 1957 Die goldenen Schuhe
- 1962 Es war alles ganz anders (It Was All Quite Different)

Magyarul megjelent
- Hotel Sanghai. Athenaeum; fordította: Szalay Gyula
- Grand Hotel. Athenaeum; fordította: Ottlik Pálma
- Helén doktorkisasszony. Athenaeum, 1935; fordította: Bródy Lili
- Keddtől szombatig. Athenaeum; fordította: Pálmai Jenő
- Tavaszi vásár. Athenaeum; fordította: Szabó Sándor
- Tisztítótűz. Athenaeum; fordította: Déry Tibor
- Az utolsó tánc. Athenaeum, 1934; fordította: Lányi Viktor
- Szerelem és halál Báli szigetén. Athenaeum; fordította: Pálmai Jenő
- Dorisz Hart karrierje. Athenaeum; fordította: Bányász György

## Filmográfia
- Feme, rendezte: Richard Oswald  (Németország, 1927, regény: Feme)
- Die drei Frauen von Urban Hell, rendezte: Jaap Speyer  (Németország, 1928, regény: Hell in Frauensee)
- Stud. chem. Helene Willfüer, rendezte: Fred Sauer  (Németország, 1930, regény: Stud. chem. Helene Willfüer)
- Grand Hotel, rendezte: Edmund Goulding  (1932, regény: Grand Hotel)
- Lac aux dames, rendezte: Marc Allégret  (Franciaország, 1934, regény: Hell in Frauensee)
- Helene, rendezte: Jean Benoît-Lévy  (France, 1936, regény: Stud. chem. Helene Willfüer)
- Egy pesti éjszaka, rendezte: Henri Decoin  (Franciaország, 1938, novella: Between 6 and 6)
- Halálos játék, rendezte: Anthony Mann  (1945, novella: Big Shot)
- Hotel Berlin, rendezte: Peter Godfrey  (1945, regény: Hotel Berlin)
- Hétvége a Waldorfban, rendezte: Robert Z. Leonard  (1945, regény: Grand Hotel)
- A Woman's Secret, rendezte: Nicholas Ray  (1949, regény: Mortgage on Life)
- La Belle que voilà, rendezte: Jean-Paul Le Chanois  (France, 1950, regény: Die Karriere der Doris Hart)
- Üvegkastély, rendezte: René Clément  (France, 1950, regény: Das große Einmaleins)
- L'aiguille rouge, rendezte: Emil-Edwin Reinert  (Franciaország, 1951, novella: Das Joch)
- Verträumte Tage, rendezte: Emil-Edwin Reinert  (Nyugat-Németország, 1951, novella: Das Joch)
- Futures vedettes, rendezte: Marc Allégret  (Franciaország, 1955, regény: Der Eingang zur Bühne)
- Studentin Helene Willfüer, rendezte: Rudolf Jugert (Nyugat-Németország, 1956, regény: Stud. chem. Helene Willfüer)
- Liebe, rendezte: Horst Hächler  (Nyugat-Németország, 1956, regény: Vor Rehen wird gewarnt)
- Menschen im Hotel, rendezte: Gottfried Reinhardt  (Nyugat-Németország, 1959, regény: Grand Hotel)
- Randevú Párizsban, rendezte: Gabi Kubach (Franciaország/Nyugat-Németország, 1982, regény: Das große Einmaleins)
- Die goldenen Schuhe, rendezte: Dietrich Haugk  (Nyugat*Németország, 1983, televíziós minisorozat, regény: Die goldenen Schuhe)
- Hell in Frauensee, rendezte: Wolfgang Panzer  (Nyugat-Németország, 1983, tévéfilm, regény: Hell in Frauensee)
- Shanghai 1937, rendezte: Peter Patzak  (televíziós minisorozat, Németország, 1997, regény: Hotel Shanghai)

### Forgatókönyvíróként
- 1934: I Give My Love (rendezte: Karl Freund)
- 1935: The Night Is Young (rendezte: Dudley Murphy)
- 1938: A nagy keringő (nem jelölték) (rendezte: Dudley Murphy)
- 1940: Dance, Girl, Dance (rendezte: Dorothy Arzner)
- 1942: Powder Town (rendezte: Rowland V. Lee)
- 1942: Girl Trouble (rendezte: Harold D. Schuster)
- 1945: Behind City Lights (rendezte: John English)
- 1947: Honeymoon (rendezte: William Keighley)